# Paul Desmarteaux
Pour les articles homonymes, voir Desmarteaux.
Paul Desmarteaux (né à Montréal le 23 juin 1905 - mort le 19 janvier 1974) est un comédien et humoriste québécois ayant travaillé sur scène, à la télévision et au cinéma.

## Biographie
Paul Desmarteaux, fils du comédien et chanteur Alexandre Desmarteaux, a œuvré près de trente ans dans l’univers du théâtre burlesque avant d'incarner le Curé Labelle à la télévision dans l'émission Les Belles Histoires des pays d'en haut. Il donna donc la réplique (surtout dans le rôle du "straight man" - faire valoir) aux plus grands comiques de l’époque : Olivier Guimond, père, Rose Ouellette (La Poune), Manda Parent, Arthur Petrie et plus tard Léo Rivest, Gilles Latulippe et autres. Mais c'est avec Olivier Guimond fils, au début de la carrière de ce dernier, qu'il a formé son duo comique le plus mémorable.
Il fit un retour au burlesque en fin de carrière lors de l'ouverture du Théâtre des Variétés de Montréal en 1967.
Au plan dramatique, on peut notamment le voir dans le célèbre film La Petite Aurore, l'enfant martyre. Paul Desmarteaux y jouera le rôle de Théodore Gagnon (le père) où il partagera la vedette avec Lucie Mitchell et Yvonne Laflamme. Mais on se souvient de lui surtout pour son rôle du Curé Labelle dans Les Belles Histoires des pays d'en haut, qu'il interpréta pendant 14 ans (1956-1970) à la télévision de Radio-Canada,
Paul Desmarteaux a été emporté par une crise cardiaque en janvier 1974. Il était âgé de 68 ans.

## Filmographie
- 1952 : La Petite Aurore, l'enfant martyre : Théodore
- 1953 : Cœur de maman : Le docteur Lapointe
- 1956 - 1970 : Les Belles Histoires des pays d'en haut (série télévisée) : Curé Labelle
- 1959 : Les Brûlés
- 1965 : Cré Basile (série télévisée) : M. L'Heureux et Jos Bédard
- 1967 : Lecoq et fils (série télévisée) : Aristide Lecoq
- 1969 - Bilan (téléthéâtre)
- 1970 - 1974 : Les Berger (série télévisée) : Jean-Baptiste Fiset
- 1970 : À la branche d'Olivier (série télévisée) : M. Lafortune
- 1970 : Symphorien (série télévisée)
- 1972 : Les Smattes : Le marchand général

## Sources
- Juliette Petrie, Quand on revoit tout cela! Le burlesque au Québec. 1914-1960, Montréal, 1977, p. 82
- Luc Guimond, Mon père, Mon héros, Édimag (Montréal), 1997, 283 p.